# Bistum Livorno
Das Bistum Livorno (lateinisch Dioecesis Liburnensis, italienisch Diocesi di Livorno) ist eine in Italien gelegene Diözese der römisch-katholischen Kirche mit Sitz in Livorno.
Das Bistum wurde am 25. September 1806 durch Papst Pius VII. gegründet. Erster Bischof war Filippo Ganucci SJ.	

## Weblinks

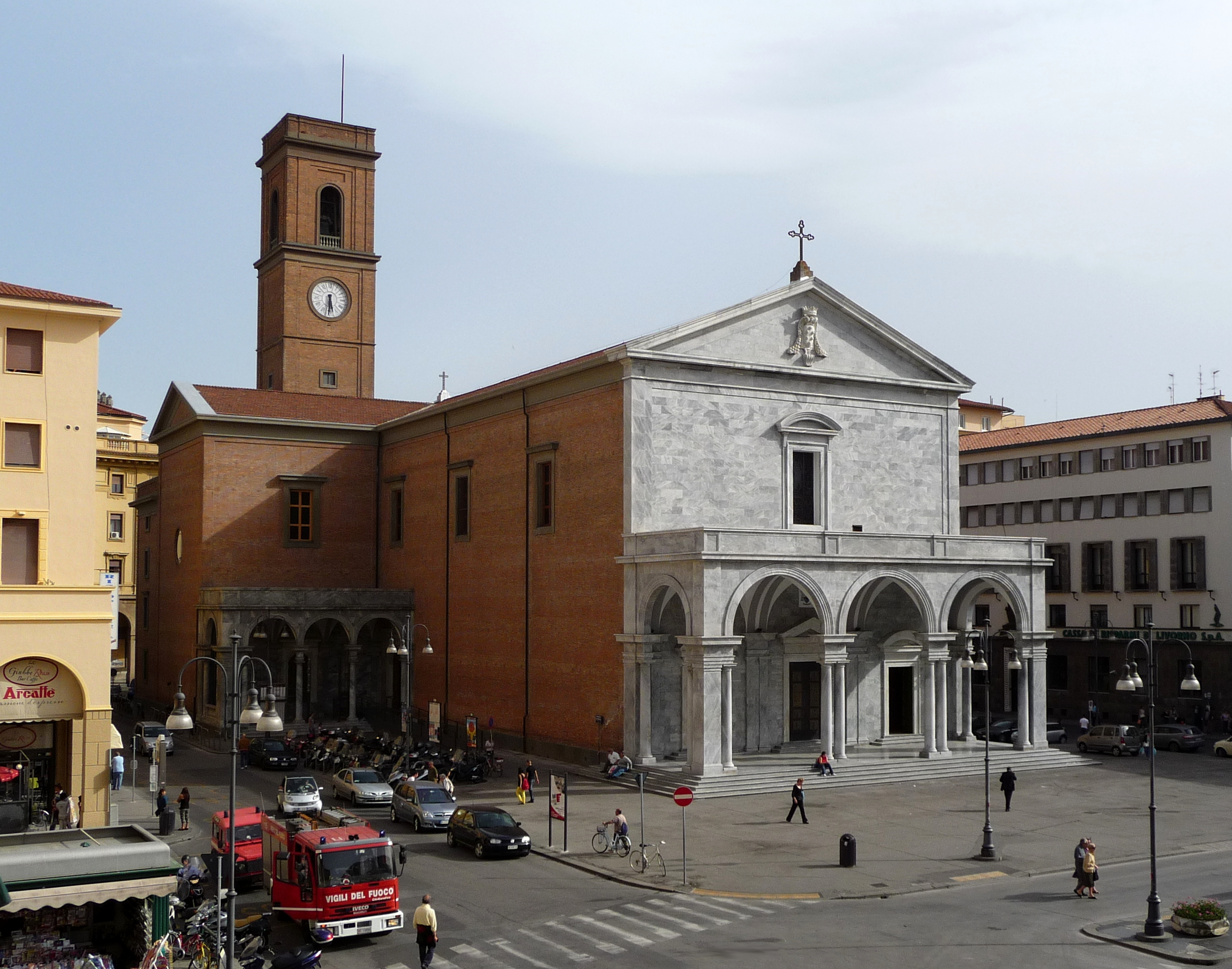
Livorno, Cattedrale di San Francesco